# Latomía

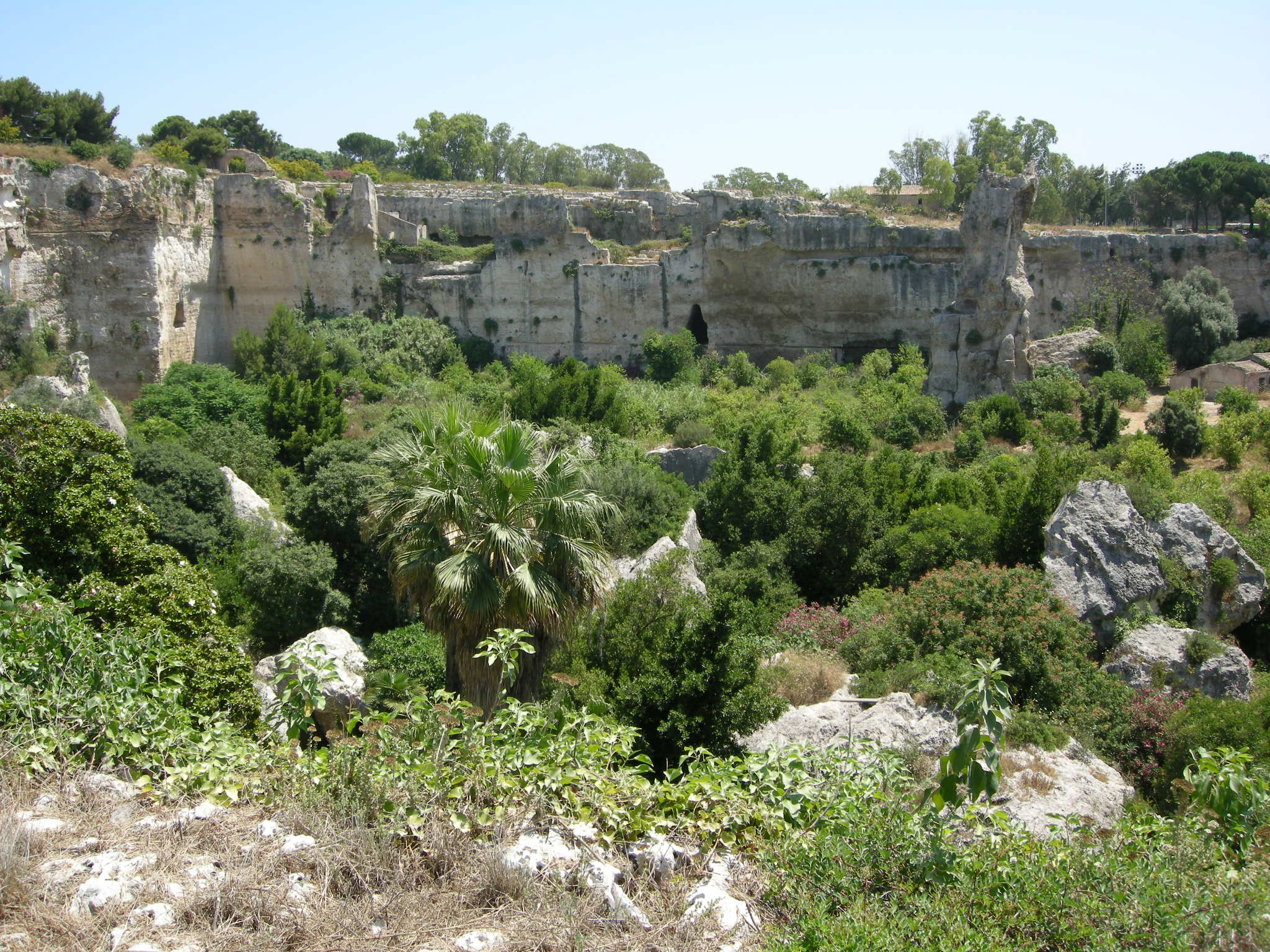
Latomía del Paradiso.

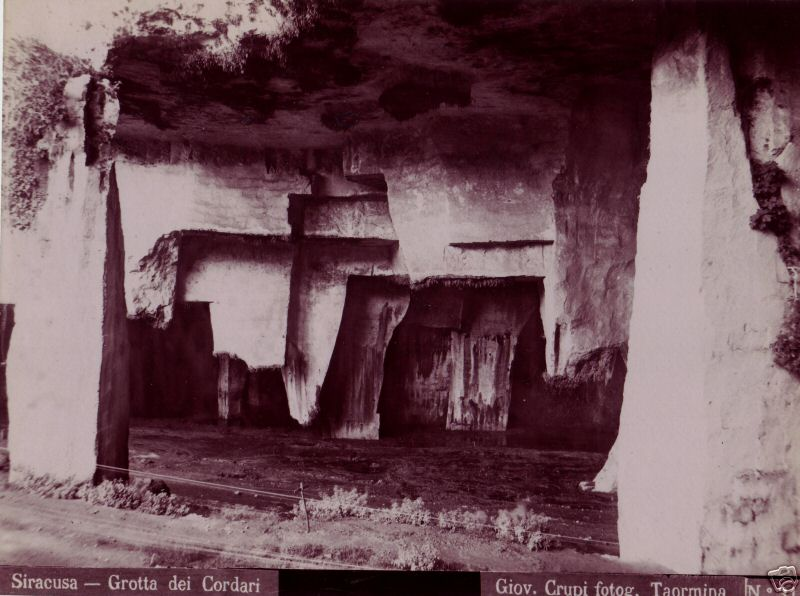
Cueva de los fabricantes de cuerdas.

La latomía (en griego antiguo: λατομία, romanizado: latomia, en latín: latomiae), es una palabra compuesta de lâs (piedra) y tomíai (de témnein, tallar), eran canteras que en la antigüedad clásica se utilizaron para encarcelar a los esclavos. 
Siracusa, usadas tanto como canteras como cárceles. En la época de la expedición a Sicilia de los atenienses, después de una dura batalla entre Atenas y Siracusa, las latomías se convirtieron en el lugar en el que fueron encarcelados 7000 prisioneros atenienses. Fueron dejados morir de inanición, sin ninguna posibilidad de fuga.
Seguramente, fueron excavadas ya en el siglo V a. C., aunque no se dispone de información cierta al respecto. Se especula con que fueron utilizadas para construir el barrio de la Neápolis (ciudad nueva), y posteriormente los muros de las fortificaciones de la ciudad.
Las canteras también cumplieron la misma función durante las posteriores tiranías de la ciudad[. En época romana, cuando la zona se conocía en latín como latomiae (o lautumiae), servían de prisión general para toda Sicilia. Las latomias también servían de vivienda para la población más pobre.
Cicerón, en su obra Verrinas, habla de las latomías:

Todos vosotros habéis oído hablar, y la mayoría conocéis directamente, la Latomía de Siracusa. Obra grandiosa, magnífica, de reyes y tiranos, excavada íntegramente en la roca por obra de muchos operarios, hasta una extraordinaria profundidad. No existe ni ni se puede imaginar nada tan cerrado por todas partes y seguro contra cualquier tentativa de evasión. Si se solicita un lugar público de encarcelamiento, se ordena conducir a los prisioneros a esta Latomía, desde las otras ciudades de Sicilia.
Cicerón ("Verrinas", V, 27).

Las latomías de Siracusa estaban distribuidas en el interior del complejo aretuso, puesto que en la época griega la exigencia de materia prima, como la roca calcárea, servía para la construcción de templos y monumentos, así como para erigir los muros que la defendían. 
Hoy en día, la zona principal de las canteras se conoce en italiano como Latomia del Paradiso. Las cuevas más famosas de la cantera se conocen como Orecchio di Dionisio, Grotta dei Cordari y Grotta del Salnitro.